# حافة الهادي: انتفاضة
حافة الهادي: انتفاضة (بالإنجليزية: Pacific Rim: Uprising)‏ هو فيلم خيال علمي أمريكي من إخراج ستيفن إس. دينايت وبطولة جون بويغا، سكوت إيستوود، جينغ تيان، كايلي سبيني، رينكو كيكوتشي وبيرن جورمان، صدر الفيلم في 23 مارس 2018 وهو تتمة لفيلم حافة الهادي.

## روابط خارجية
- الموقع الرسمي
- حافة الهادي: انتفاضة على موقع IMDb (الإنجليزية)
- حافة الهادي: انتفاضة على موقع ميتاكريتيك (الإنجليزية)
- حافة الهادي: انتفاضة على موقع روتن توميتوز (الإنجليزية)
- حافة الهادي: انتفاضة على موقع نتفليكس (الإنجليزية)
- حافة الهادي: انتفاضة على موقع ألو سيني (الفرنسية)
- حافة الهادي: انتفاضة على موقع أول موفي (الإنجليزية)
- حافة الهادي: انتفاضة على موقع بوكس أوفيس موجو (الإنجليزية)
- حافة الهادي: انتفاضة على موقع فيلمافينيتي (الإسبانية)
- حافة الهادي: انتفاضة على موقع قاعدة بيانات الفيلم (الإنجليزية)
- حافة الهادي: انتفاضة على موقع ليتربوكسد (الإنجليزية)